# 杜幼安
杜 幼安（と ようあん、生年不詳 - 551年）は、南朝梁の軍人。本貫は京兆郡杜陵県。

## 経歴
杜懐宝の子として生まれた。侯景の乱が起きると、太清3年（549年）、兄の杜岸や杜崱とともに侯景に対抗する湘東王蕭繹に帰順した。幼安は蕭繹により雲麾将軍・西荊州刺史に任じられ、華容県侯に封じられた。太清4年（550年）、平南将軍の王僧弁とともに河東王蕭誉を長沙に討ち、これを平定した。さらに精兵1万人を率いて、侯景を討つべく左衛将軍徐文盛の東征を助けた。貝磯で侯景の部将の任約と遭遇すると、これと戦って撃破した。侯景の儀同の叱羅子通や湘州刺史の趙威方らを斬り、その首級を江陵に送った。
太清5年（551年）、徐文盛らとともに武昌を攻め落とし、蘆洲に進軍して任約と対峙した。任約が危急を連絡したため、侯景が自ら西上してきた。侯景が蘆洲の上流を渡ろうとしたところを、幼安は諸軍とともにこれを攻撃して撃破し、侯景の舟艦を鹵獲した。侯景がひそかに郢州を襲って攻め落とし、刺史の蕭方諸らを捕らえると、東征軍の人心は動揺し、徐文盛は漢口から江陵に逃げ帰った。東征軍は大敗し、幼安は侯景に降った。幼安は寝返りが多く信用できないとされて、侯景に殺害された。

## 伝記資料
- 『梁書』巻46 列伝第40
- 『南史』巻64 列伝第54